# 皇家爱尔兰警队
皇家愛爾蘭警隊（缩写为RIC），与都柏林大都会警察为二十世纪爱尔兰两大警察部队。德里郡和贝尔法斯特另有自己的部队，但问题不断，特别是卷入教派主义暴力冲突，使其在1870年解散，由保安队来承担其职责。保安队于1922年解散，改由两支新的警察部队——爱尔兰自由邦（现为爱尔兰共和国）的愛爾蘭和平衛隊，以及北爱尔兰的皇家阿爾斯特警察——所取代。这支部队大多数由天主教徒组成，虽然高层警官天主教徒较少。保安队的警察系统作为加拿大西北骑警的范例采用，当时加拿大联邦政府正在西北地区寻求可靠的执法方案。

## 爱尔兰独立战争
新芬党赢得1918年爱尔兰议会选举，在爱尔兰创造了一个新的局面。1919年1月21日，两名皇家爱尔兰警队警官柏德烈·麥當奴（Patrick MacDonnell）和占士·奧干尼（James O'Connell）蒂珀雷里郡的Soloheadbeg被共和军志愿者杀害。这标志着爱尔兰独立战争的开始。
从1919年秋季开始，面对由迈克尔·柯林斯领导的爱尔兰共和军袭击，皇家爱尔兰警队被迫放弃他们一些被孤立的兵营。越来越多的皇家爱尔兰警队警员受到威胁和暗杀。1920年10月，皇家爱尔兰警队向警员增加工资，以弥补其增加的生活费用，因为大多数的商店及其他业主拒绝为他们服务，以担心遭到爱尔兰共和军的报复。同一月，英国外交大臣喬治·寇松发表声明称，在對抗爱尔兰共和军的過程中，仅有9500名警员的皇家爱尔兰警队共有117名人死亡，185人受伤，同一年还有600名警员辞职。1920年4月上旬，爱尔兰共和军焚毁超过400座遗弃的皇家爱尔兰警队兵营，以防止其随后再利用。
为了加强和士气和减少政府额外负担，1920年，英国政府招募来自英格兰和苏格兰的第一次世界大战老兵到爱尔兰。这些人组成一个准军事部队—黑棕部队。黑棕部队的任务是同皇家爱尔兰警队一起对抗爱尔兰共和军。